# Rubem César Fernandes
Rubem César Fernandes (Niterói, 25 de maio de 1943) é um antropólogo e escritor brasileiro.
Atualmente é secretário-executivo das ONG's Iser e Viva Rio.

## Biografia
Rubem César Fernandes graduou-se em filosofia pela Universidade de Varsóvia, Polônia. Cursou o mestrado em História Social na Universidade Federal do Rio de Janeiro, onde foi membro do movimento estudantil. Concluiu o mestrado em 1969. A obra História Nova do Brasil, escrita em colaboração com outros autores, causou problemas com o regime militar, o que o levou ao exílio. Na Universidade de Columbia, cursou mestrado em  História do Pensamento Social, concluído em 1972, doutorando-se na mesma universidade em 1976.
Retornou ao Brasil em 1976 após o pai ter sido baleado em um assalto em sua casa.
Para combater a violência no Rio de Janeiro, fundou em 1993 a ONG Viva Rio, cuja meta é a pesquisa e a formulação de políticas públicas, com o objetivo de promover a cultura de paz e o desenvolvimento social. A organização desenvolve campanhas de paz e projetos sociais em cinco áreas: direitos humanos e segurança pública, desenvolvimento comunitário, educação, esportes e meio ambiente. Atua em favelas e comunidades de baixa renda em parceria com diversas entidades locais.
Lecionou em diversas instituições. Atualmente é Diretor Executivo do Viva Rio, coordenador de pesquisa sobre violência urbana do ISER e consultor do Ibase.
É autor de diversos títulos nas áreas de Direitos Humanos.

## Prêmios e Títulos
Seu engajamento trouxe-lhe muitos prêmios e títulos:
- 2007 - Homenagem - Movimento Lagos Pró Direitos Civis e Universidade Veiga de Almeida, Universidade Veiga de Almeida.
- 2006 - Personalidade Cidadania, Folha Dirigida, Unesco, Associação Brasileira de Imprensa.
- 2006 - Comenda de Honra ao Mérito da Polícia Militar do Estado do Rio de Janeiro, Grau Oficial, Polícia Militar do Estado do Rio de Janeiro.
- 2005 - Personalidade Cidadania, Folha Dirigida, Unesco, Associação Brasileira de Imprensa.
- 2005 - Melhores Práticas, Dubai International, Award, UN-HABITAT.
- 2005 - Medalha Embaixador Sérgio Vieira de Mello, Parlamento Mundial pela Segurança e Paz, Palermo, Itália.
- 2004 - Personalidade do Ano Rotário - Área Moral e Civismo, Rotary Club do Rio de Janeiro.
- 2004 - Prêmio Verde das Américas, Organização Ecológica Paliber e Secretaria de Meio Ambiente da Cidade do Rio de Janeiro.
- 2004 - Carioca Nota 10, Turismo & Negócios, Monitor Mercantil.
- 2004 - Memorial de Parceria, Fundação Xuxa Meneghel.
- 2003 - Fellow de World Technology Award, NASDAQ, Time Magazine, Science Maganzine e Microsoft.
- 2002 - Medalha de Mérito da Administração - EBRAPE, Fundação Getúlio Vargas.
- 2001 - Diploma de Mérito Humano, Centro de Reabilitação Infantil Albano Reis.
- 2001 - Diploma Eminente Aliado, Associação dos Aposentados e Pensionistas da Previdência Social Do Estado do Rio de Janeiro.
- 2001 - Prêmio Aplauso (Trabalho junto à pessoa idosa), Comissão de Assuntos da Criança e do Adolescente da Assembléia Legislativa do Estado do Rio de Janeiro.
- 2001 - Eco-Cidadão, 1o. Seminário Internacional Eco-Cidadão - Macaé.
- 2001 - Medalha Comemorativa dos 50 Anos da ONU, Organização das Nações Unidas.
- 2001 - Benemérito do Estado do Rio de Janeiro, Assembléia Legislativa.
- 2000 - Comandante Honorário do 19o. Batalhão da Polícia Militar, Polícia Militar do Rio de Janeiro.
- 2000 - Medalha Pedro Ernesto, Câmara Municipal do Rio de Janeiro.
- 2000 - Prêmio Herói Urbano, Principe Klaus, da Holanda.
- 1998 - Prêmio Lyons de Educação, Medalha Homero dos Santos, Lions do Estado do Rio de Janeiro.
- 1998 - Prêmio Adolph Bloch, Federação Israelita do Estado do Rio de Janeiro.
- 1996 - Premio Literário M. Cavalcanti Proença - pelo livro Romarias da Paixão, União Brasileira de Escritores.
- 1995 - Personalidade do Ano, Associação de Correspondentes Estrangeiros no Brasil.
- 1995 - Prêmio da Federação de Associações Comerciais do Rio Grande do Sul, Federação das Associações Comerciais do Rio Grande do Sul.
- 1994 - Homem de Idéias, Jornal do Brasil.
- 1994 - Destaque Pessoal de Marketing, Associação Brasileira de Marketing.
- 1989 - Presidente Reseau Sud-Nord, Culture Et Developpement, Bruxelas, Bélgica.
- 1988 - Comenda de Honra ao Mérito por Serviços Prestados à Nação Polonesa, Governo Polonês.
- 1978 - Mellon Fellow, Columbia University, New York, EUA.

## Ligações Externas
- Página Responsabilidade Social
- Página do ISER
- Página do Viva Rio
- Currículo Latttes de Rubem César Fernandes